# Xiphotheata
Xiphotheata is een kevergeslacht uit de familie van de boktorren (Cerambycidae). De wetenschappelijke naam van het geslacht werd voor het eerst geldig gepubliceerd in 1864 door Pascoe.

## Soorten
Xiphotheata omvat de volgende soorten:
- Xiphotheata luctifera Fairmaire, 1881
- Xiphotheata moellendorfii (Flach, 1890)
- Xiphotheata saundersii Pascoe, 1864